# Allen Barbre
(en) Statistiques sur pro-football-reference
Allen Wade Barbre (né le 22 juin 1984 à Neosho) est un joueur américain de football américain. Il joue actuellement avec les Eagles de Philadelphie.

## Carrière

### Université
Lors de sa carrière universitaire, Barbre joue trente-trois des trente-sept matchs des Lions. Il remporte des honneurs qui permettent de dépoussiérer le palmarès de l'université du Missouri qui n'avait pas vu de récompense pour un joueur depuis 2002 avec Josh Chapman ou encore Richard Jordan en 1997.

### Professionnel
Barbre est sélectionné lors du draft de la NFL de 2007 au quatrième tour par les Packers de Green Bay au 119e choix. Sa première saison avec Green Bay se conclut par sept matchs. En 2008, il joue huit matchs mais commence à devenir titulaire lors de la saison 2009 où il joue dix matchs (dont sept comme titulaire).
Après la saison 2009, il s'engage avec les Seahawks de Seattle mais il ne joue que trois matchs. Il est jugé inefficace par Seattle et transféré chez les Dolphins de Miami pour la saison 2010 où il fait une saison vierge.